# Хилсон, Рэйчел
Рэйчел Наоми Хилсон (англ. Rachel Naomi Hilson, род. 30 октября 1995, Балтимор, Мэриленд) — американская актриса. Она известна своими ролями Джейми Ховарда в сериале-антологии ужасов «Американская история ужасов: Двойной сеанс» и Норы Холлеран в романтической комедии «Красный, белый и королевский синий».

## Биография
Рэйчел Наоми Хилсон родилась 30 октября 1995 года в Балтимор, штат Мэриленд. Она дочь Роберта и Аниты Хилсон. У неё есть сестра по имени Кимберли.
После поездки в Исландия со своей мамой для съемок, несколько месяцев спустя она подписала контракт с Карсоном. Оттуда она прошла прослушивание в Балтиморская школа искусств. В БСА она продолжала танцевать и сниматься, но также занималась спортом. Хилсон отметила, что школьная театральная программа помогла ей преодолеть застенчивость.
После школы Хилсон поступила в Галлатинская школа индивидуального обучения Нью-Йоркский университет, где разработала свою собственную учебную программу. За время своей карьеры в колледже Хилсон появилась в нескольких театральных постановках, включая «Гамлет». Она закончила обучение в 2018 году по специальности Написание и исполнение Раса. В колледже Хилсон работал продавцом хлеба, одно время даже обслуживал актрису Лупита Нионго.

## Фильмография
| Фильм      | Фильм                                      | Фильм                                        | Фильм                    | Фильм                         |
| Год        | Русское название                           | Оригинальное название                        | Роль                     | Примечание                    |
| ---------- | ------------------------------------------ | -------------------------------------------- | ------------------------ | ----------------------------- |
| 2013       | Касс                                       | Cass                                         | Кэсс Моррис              | Главная роль                  |
| 2017       | Ночь                                       | Night                                        | Джесс                    | Короткий фильм                |
| 2017       | Короли                                     | Kings                                        | Николь Паттерсон         | Независимый фильм             |
| 2019       | Когда они спали                            | As they Slept                                | Элеонора                 | Короткий фильм                |
| 2023       | Красный, белый и королевский синий         | Red, White & Royal Blue                      | Нора Холлеран            |                               |
| Телесериал |                                            |                                              |                          |                               |
| Год        | Русское название                           | Оригинальное название                        | Роль                     | Примечание                    |
| 2010       | Хорошая жена                               | The Good Wife                                | Ниса Далмар              | Повторяющаяся роль: 7 серии   |
| 2012       | Дорогой доктор                             | Royal Pains                                  | Племянница 1             | Эпизод: «Sand Legs»           |
| 2015       | Элементарно                                | Elementary                                   | Лекси                    | Эпизод: «Seed Money»          |
| 2015       | Пощечина                                   | The Slap                                     | Лиз                      | Эпизод: «Connie»              |
| 2015       | Сестра Джеки                               | Nurse Jackie                                 | Пациент                  | Эпизод: «Jackie and the Wolf» |
| 2015       | Любовники                                  | The Affair                                   | Студенческий экскурсовод | Эпизод: «208»                 |
| 2016       | Мадам госсекретарь                         | Madam Secretary                              | Бекка                    | Эпизод: «Higher Learning»     |
| 2017       | Американцы                                 | The Americans                                | Линда                    | Эпизод: «The Soviet Division» |
| 2018       | Закон и порядок: Специальный корпус        | Law & Order: Special Victims Unit            | Тиана Уильямс            | Эпизод: «Guardian»            |
| 2018       | Школа драмы                                | Rise                                         | Хармони Кертис           | Повторяющаяся роль: 10 серии  |
| 2019       | Фосси/Вердон                               | Fosse/Verdon                                 | Джейн                    | Эпизод: «Life Is a Cabaret»   |
| 2019       | Клуб первых жён                            | First Wives Club                             | Меган                    | Эпизод: «Storytelling»        |
| 2019       | Это мы                                     | This Is Us                                   | Бет Кларк                | Повторяющаяся роль: 11 серии  |
| 2020       | Кайф с доставкой                           | High Maintenance                             | Хейли                    | Эпизод: «Backflash»           |
| 2020–2022  | С любовью, Виктор                          | Love, Victor                                 | Миа Брукс                | Главная роль                  |
| 2021       | Американская история ужасов: Двойной сеанс | American Horror Story: Double Feature        | Джейми Ховард            | Главная роль: 4 серии         |
| 2022       | Время побеждать: Расцвет династии Лейкерс  | Winning Time: The Rise of the Lakers Dynasty | Синди Дэй                | Повторяющаяся роль            |
| 2024       | Дастер                                     | Duster                                       | Нина                     | Главная роль                  |